# Где живёт опасность
«Где живёт опасность» (англ. Where Danger Lives) — фильм нуар режиссёра Джона Фэрроу, вышедший на экраны в 1950 году.
Фильм близок субжанру фильма нуар, называемому «влюблённые в бегах», в данном случае влюблённую пару образуют психически ненормальная женщина и мужчина, который на протяжении всего побега находится в полубессознательном состоянии после контузии.
Как написал критик Хэл Эриксон, этот «мастерски поставленный Джоном Фэрроу фильм мог бы стать одним из классических фильмов нуар, если бы не слабость Фейт Домерг как актрисы, провалившей роль, которую Джейн Грир могла бы сыграть вслепую».

## Создатели фильма и исполнители главных ролей
Сценарист Чарльз Беннетт более всего известен сценариями к фильмам Альфреда Хичкока «Человек, который слишком много знал» (1934 и 1956), «39 ступеней» (1935), «Саботаж» (1936) и «Иностранный корреспондент» (1940, номинация на Оскар), а позднее — к фильму ужасов «Ночь демона» (1957). Режиссёр Джон Фэрроу поставил такие фильмы нуар, как «Калькутта» (1947), «Большие часы» (1948), «У ночи тысяча глаз» (1948), «Псевдоним Ник Бил» (1949) и «Женщина его мечты» (1951, с Митчемом).
Роберт Митчем был одним из самых востребованных актёров жанра фильмы нуар, он сыграл главные роли в фильмах «Медальон» (1946), «Из прошлого» (1947), «Перекрёстный огонь» (1947), «Ангельское лицо» (1952), «Ночь охотника» (1955) и «Мыс страха» (1962). В 1975 году он сыграл роль детектива Филиппа Марлоу в римейке классического нуара «Убийство, моя милая» (1944), вышедшем под названием «Прощай, моя красавица» (1975), а в 1978 году сыграл в римейке другого классического нуара — «Большой сон».
Фейт Домерг сыграла свою первую крупную роль в 1950 году в криминальной драме «Вендетта» (1950). Вскоре её карьера пошла на спад, она играла в вестернах категории В «Дуэль на Сильвер-крик» (1952), «Проход в Санта Фе» (1955) и «Западный эскорт» (1958), и в низкобюджетных фантастических фильмах «Этот остров Земля» (1955), «Это прибыло со дна моря» (1955) и «Культ кобры» (1955). Она также сыграла в фантастическом фильме «Путешествие на доисторическую планету» (1965), который был переделан из материала советского фильма «Планета бурь» (1961).
Клод Рейнс был четырежды номинирован на Оскар за роли второго плана, в том числе, в политической драме «Мистер Смит едет в Вашингтон» (1939), военной романтической драме «Касабланка» (1942) и в послевоенном триллере Хичкока «Дурная слава» (1946). Он также сыграл главные роли в классических фильмах ужасов «Человек-невидимка» (1933) и «Человек-волк» (1941). Он также сыграл в фильмах нуар «Они не забудут» (1937), «Обман» (1946) и «Вне подозрений» (1947).

## Сюжет
В городской больнице Сан-Франциско доктор Джефф Камерон (Роберт Митчем) оказывает помощь молодой женщине, представившейся ему как Марго, которая пыталась покончить жизнь самоубийством (Фейт Домерг). Когда ей становится лучше, Марго неожиданно исчезает из больницы, никого не поставив в известность. Вскоре она присылает Джеффу телеграмму со своим домашним адресом на случай, если он захочет выслушать её историю. Придя по указанному адресу, Джефф обнаруживает, что Марго живёт одна в шикарном особняке. Озабоченный её состоянием, Джефф по телефону отменяет свидание со своей подружкой, медсестрой Джули (Морин О’Салливан), поскольку душевное состояние Марго вызывает у него беспокойство, и он решает остаться с ней.
Вскоре Джефф влюбляется в Марго, она также проявляет к нему интерес. Но время очередной встречи в ресторане она неожиданно сообщает, что на следующий день должна улететь в Нассау вместе со своим пожилым отцом. Джефф не хочет с ней расставаться, однако она непреклонна. В итоге они ссорятся, и Марго уходит. С горя Джефф крепко выпивает в баре, а затем приезжает к Марго домой. Она не хочет его пускать, но он врывается внутрь почти силой. В доме его встречает Фредерик Лэннингтон (Клод Рейнс), которого Марго первоначально представляет как своего отца. Не долго думая, Джефф говорит ему, что любит Марго и хочет на ней жениться. На что Лэннингтон отвечает, что хорошо понимает его чувства, однако Марго не может выйти за него замуж, так она замужем, и её мужем является он, Лэннингтон. Как он заявляет, он обменял свои деньги на её красоту.
Шокированный таким поворотом, Джефф уходит, несмотря на просьбы Марго остаться. Однако когда он слышит раздающийся из дома крик, он быстро возвращается назад. Джефф видит Марго лежащей на полу с вырванной из уха серьгой в окровавленной руке. Джефф пытается помочь Марго, в этот момент Лэннингтон бьёт его кочергой от камина по спине и голове. Джеффу удаётся вывернуться и нанести несколько ответных ударов, после чего Лэннингтон падает на пол без сознания. У Джеффа начинается головокружение, он идёт в ванную комнату, чтобы привести себя в чувства, а затем оказать помощь Лэннигтону. Вернувшись, он видит, что Лэннингтон мёртв. Джефф хочет вызывать полицию, но Марго отговаривает его, утверждая, что полиция посчитает его виновным в умышленном убийстве соперника. После удара сознание Джеффа не фокусируется. Воспользовавшись этим, Марго уговаривает его бежать. Сначала они приезжают в аэропорт, где пытаются вылететь по имеющимся билетам в Нассау (там Джефф выдаёт себя за Лэннингтона). Однако, увидев в зале ожидания двух полицейских и услышав объявление, что Лэннингтона просят подойти к служебной стойке, в страхе скрываются.
Они решают бежать в Мексику на дорогом автомобиле Марго, однако, чтобы не быть пойманными, выбирают объездной маршрут. Джефф пытается послушать радио новости, чтобы узнать, что сообщается об убийстве, однако Марго постоянно мешает ему это сделать, явно опасаясь что-то услышать. В страхе, что их могут вычислить по автомобилю, они меняют его у жуликоватого дилера в одном из автосалонов на старый грузовик, отдав в придачу и дорогое манто. Добравшись до мотеля, Джефф говорит Марго, что у него по-прежнему затуманено сознание, вероятно, это контузия, которая может привести сначала к параличу конечностей и возможно половины тела, за которым через день-два может последовать кома.
В одном из городков Джефф за рулём практически теряет сознание и прямо на центральном перекрёстке врезается в машину местного пьяницы. Несмотря на уговоры Джеффа и Марго, опасающихся предъявлять свои документы, шериф заставляет их пройти в участок для оформления протокола. Однако благодаря местному врачу, который из сочувствия к паре уговаривает шерифа не оформлять происшествие, им удаётся уехать.
Когда они приезжают в приграничный городок Роузвилль в Аризоне, местные жители неожиданно хватают их и отводят к шерифу. Оказывается, что в городке проходит местный праздник «Неделя бакенбард Дикого Запада», в который штрафуют всех, кто ходит без бороды и бакенбард. Марго объясняет, что они бегут в Мексику, чтобы пожениться, и у них совершенно нет денег. Тогда шериф настаивает, чтобы они оформили коммерческий брак у местного нотариуса (что они и делают под вымышленными именами), а затем договаривается с местным мотелем о бесплатном преставлении им номера для первой брачной ночи. Когда Джефф выходит из спальной, Марго слушает по радио новости, в которых сообщается, что она психически больна и проходит лечение у двух известных специалистов. Пара тайком сбегает из мотеля. Тем временем, в местную полицию поступает фотопортрет Марго, и шериф даёт сигнал на границу о её задержании. Вскоре из новостей Джефф и Марго узнают, что найдено тело Лэннингтона, который был задушен подушкой.
Не имея денег, Джефф и Марго продают местному ростовщику браслет Марго стоимостью 9 тысяч долларов всего за одну тысячу. Чтобы скрыться от полиции ростовщик помогает паре спрятаться на представлении бродячего цирка. Владелец цирка обещает вечером переправить их через границу в своём обозе за тысячу долларов. В ожидании цирка Джефф уже не может держаться на ногах, он также наконец понимает, что Марго ненормальна и что это она задушила своего мужа. Джефф отказывается бежать в Мексику, пытаясь задержать и её. В ответ Марго сбивает его с ног и душит подушкой, однако, опаздывая на обоз уходящего цирка, не успевает довести дело до конца. Джефф с трудом поднимается и добирается до пограничного поста. Увидев Джеффа, Марго достаёт пистолет и начинает в него стрелять. Появившийся шериф ответным огнём убивает Марго. Перед смертью, Марго говорит полиции, что Джефф ни в чём не виновен.
Восстанавливаясь в местной больнице, Джефф просит разрешения послать Джули цветок в Сан-Франциско, не зная, что она ожидает его в коридоре.

## В ролях
- Роберт Митчем — доктор Джефф Камерон
- Фейт Домерг — Марго Лэннингтон
- Клод Рейнс — Фредерик Лэннингтон
- Морин О’Салливан — Джули Доун
- Чарльз Кемпер — шериф
- Гарри Шэннон — доктор Мейнард
- Филип Ван Зандт — Мило ДеЛонг

В титрах не указаны
- Стэнли Эндрюс — доктор Мэттьюс
- Элейн Райли — медсестра Бейтс
- Лестер Дорр — помощник шерифа

## Оценка критики
Босли Кроутер в «Нью-Йорк таймс» написал о фильме:
Следовать установленным правилам поведения предписывает энергичная мелодрама «Где живёт опасность». Это правило, выраженное простыми словами, заключается в следующем: всегда ставьте в известность полицию, когда вы кого-нибудь убиваете, особенно, когда это происходит случайно. Мудрость этой скоромной заповеди продемонстрирована в обратном порядке и с утомительной длительностью в этой картине, звёздами которой являются Роберт Митчем и Фейт Домерг. Здесь ошибку недонесения совершает молодой врач, который думает, что убил мужа соблазнительной дамы, с которой у него возникли отношения. С затуманенной головой после нескольких крепких коктейлей и пары ударов по голове, наш герой не подчиняется собственному инстинкту, а вместе с леди срывается в ночь. И таким образом начинается серия приключений его бегства, которая приводит его, в конце концов, к пониманию, что всегда надо информировать полицию. В этой серьёзной демонстрации мистер Митчем убедительно играет человека, оказавшегося в вакууме и в плену неудачно сложившихся обстоятельств. В качестве дамы, которая втягивает его в беду, мисс Домерг не показывает ничего, кроме довольно похотливой внешности и способности проговаривать несложный текст. Клод Рейнс не долго усмехается в роли её мужа, прежде чем его убивают, а Ральф Дамке, Билли Хаус и Чарльз Кемпер ярко исполняют свои характерные роли. Джон Фэрроу показал себя способным парнем в качестве продюсера и режиссёра этого фильма. Но ранее мистер Фэрроу делал это лучше — и лучше бы он так поступал и в дальнейшем.
Журнал «Time Out» выразил удивление странным выбором Митчема на роль уважаемого гражданина и преданного делу врача, который оказывается в бегах, поддавшись на соблазнительные песни психопатической пациентки (Домерг, которая душит своего мужа Рейнса, заставляя Митчема поверить в то, что это он убил его в драке). Великолепная операторская работа Ника Музураки делает акцент на нуаре, тесно связанном с личностью Митчема. Сценарий Чарльза Беннетта идёт по стопам тех невинных триллеров, которые они писал для Хичкока в 1930-е годы. Соединение этих противоречивых вводных придаёт фильму вид гнетущей задумчивости, любопытный и довольно интригующий.
Дэйв Кер в «Чикаго ридер» написал о фильме: Роберт Митчем играет роль молодого врача, который получает тяжёлый удар безумной любви к суицидальной домохозяйке Фейт Домерг; прежде чем он понимает это, её муж Клод Рейнс получает удар чугунной кочергой, и они сбегают в направлении мексиканской границы. Режиссёр Джон Фэрроу очень точно вводит кошмарные и галлюциногенные черты в этот стандартный нуаровый сюжет: Митчем проводит вторую половину фильма, катаясь по пыльным дорогам южной Калифорнии с сотрясением мозга, периодически теряя сознание и пробуждаясь в окружении самых мрачных ландшафтов, которые только может предложить Америка. Фильм не несёт ничего особенного для своего жанра, но это крепкая, лаконичная работа от режиссёра, обычно склонного к проповедничеству.
В 2000 году Деннис Шварц отметил, что Роберт Митчем взят в этом фильме на роль законопослушного гражданина, что противоречит его обычному типажу. Его герой, холостой доктор из Сан-Франциско, загружен неправдоподобной мелодраматической историей и обременён скучнейшей игрой в роли роковой женщины со стороны Фейт Домерг, которая в то время была протеже босса студии Говарда Хьюза, и этот фильм стал её дебютом, который не предвещал ничего хорошего. Фильм красиво снят Ником Музуракой в мрачном чёрно-белом нуаровом стиле и умело поставлен режиссёром Джоном Фэрроу, который смог успешно передать кошмарные видения своего героя. Фильм наиболее интересен своим исследованием характера талантливого человека, ослеплённого страстью, в результате чего его жизнь оказывается почти полностью разрушенной. Митчем является невинным человеком, который оказывается подставленным и не знает о том, что он не виновен вплоть до того момента, когда едва не становится слишком поздно, выздоравливая как раз вовремя благодаря силе характера и воле к жизни. Именно убедительное создание Митчемом образа невинного человека в бегах делает эту мелодраму интересной… В целом фильм следует клише фильмов нуар. Но Митчем спасает картину, реалистично показывая, как замечательный парень и квалифицированный врач может быть столь уязвимым. Клод Рейнс как всегда великолепен в небольшой роли, где в каждом его жесте заметна маниакальная ярость, готовая выплеснуться наружу. Этот налёт безумия наилучшим образом представлен его зловредной улыбкой при знакомстве с любовником жены.
Крейг Батлер на сайте Allmovie охарактеризовал «Где живёт опасность» как порой увлекательный, порой раздражающий фильм нуар, который стоит посмотреть, особенно, поклонникам жанра. Хотя фильм неровный, в свои лучшие моменты он просто захватывает. Несколько обстоятельств не позволяют фильму стать тем, чем он мог бы стать. Самым главным среди них является то, что «открытая» Говардом Хьюзом Фейт Домерг была поставлена на ключевую роль психически больной роковой женщины. Для этой роли требуется женщина с внешностью, мгновенно поражающей мужчину и не отпускающей его, и это у Домерг есть. Но для этой роли также требуется актриса, способная сыграть сложные сцены и которая владеет тонкостями мастерства, в том числе, при исполнении сильных драматических сцен, а этого актрисе катастрофически не хватает. Другие проблемы фильма проистекают из сценария Чарльза Беннетта, который порой утрачивает достоверность, вводит неуместную легковесность в неподходящие моменты и не обеспечивает поступкам персонажа Митчема достаточную убедительность. Однако Беннетт компенсирует это несколькими сильными эпизодами, некоторыми великолепными погружениями в нуаровую тематику и довольно впечатляющей картиной путешествия в ад. Крепкая режиссёрская работа Джона Фэрроу позволяет скрыть недостатки и подчеркнуть достоинства картины, особенно, в создании атмосферы обреченности, которая нарастает по ходу фильма. Бесценную помощь ему оказывает операторская работа Ника Музураки. Митчем взят на роль вопреки своему типу, но он играет очень хорошо, а Клод Рейнс в своей маленькой роли просто великолепен.